# Heudeber
Heudeber est un village de la Saxe-Anhalt en Allemagne appartenant à l'arrondissement du Harz et à la commune unie du Nordharz. Sa population au recensement du 31 décembre 2009 était de 1 210 habitants.

## Géographie
Heudeber se trouve au nord de l'arrondissement à côté de Wernigerode.

## Église
L'église du village a été construite par Karl Friedrich Schinkel entre 1834 et 1838, pour remplacer l'ancienne.

## Historique

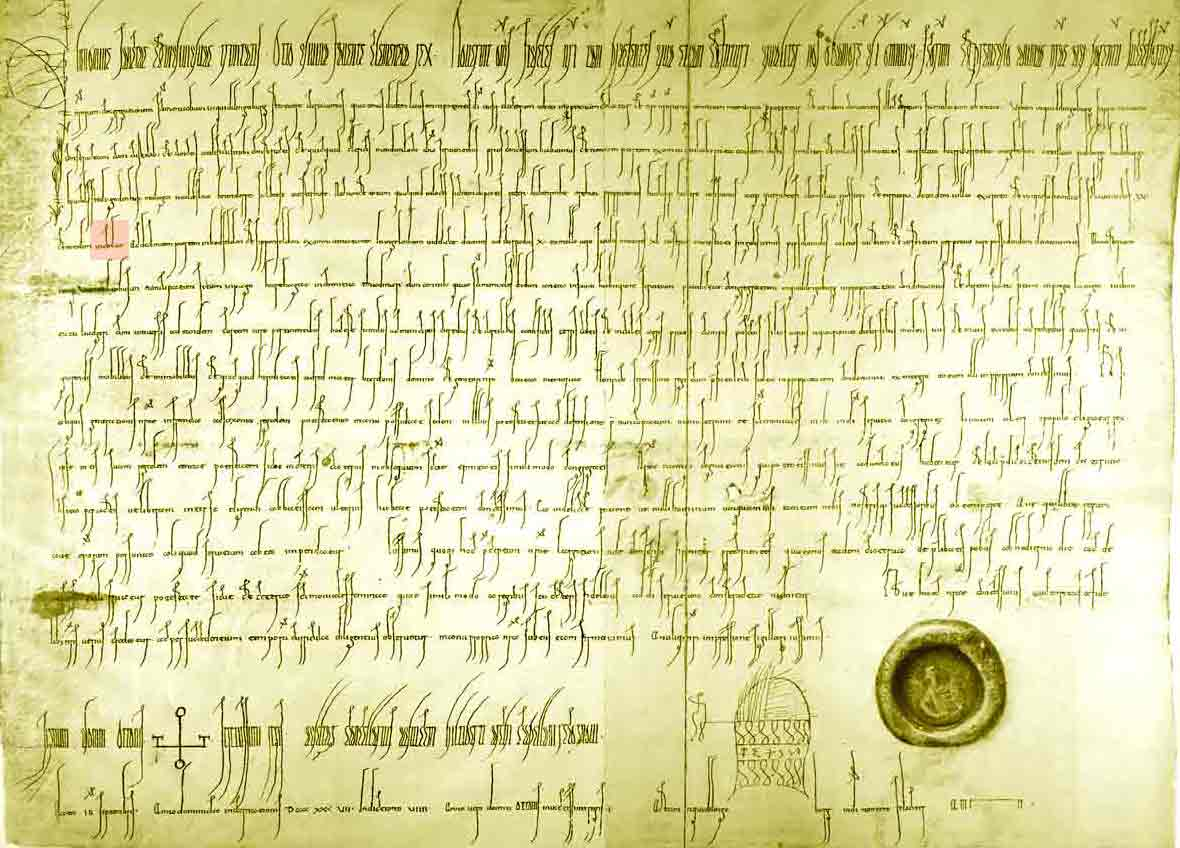
Première mention du village en 936

C'est le 13 septembre 936 qu'Othon Ier fait don du village d'Hadeburgi à l'abbaye de Quedlinbourg fondée par sa mère sainte Mathilde.
Le village fait partie de la commune du Nordharz depuis 2010.